# Comal Springs (Texas)
Koordinaten: 29° 42′ 46,4″ N, 98° 8′ 16,2″ W
Die Comal Springs sind die größten Karstquellen in Texas in den Vereinigten Staaten.

## Beschreibung

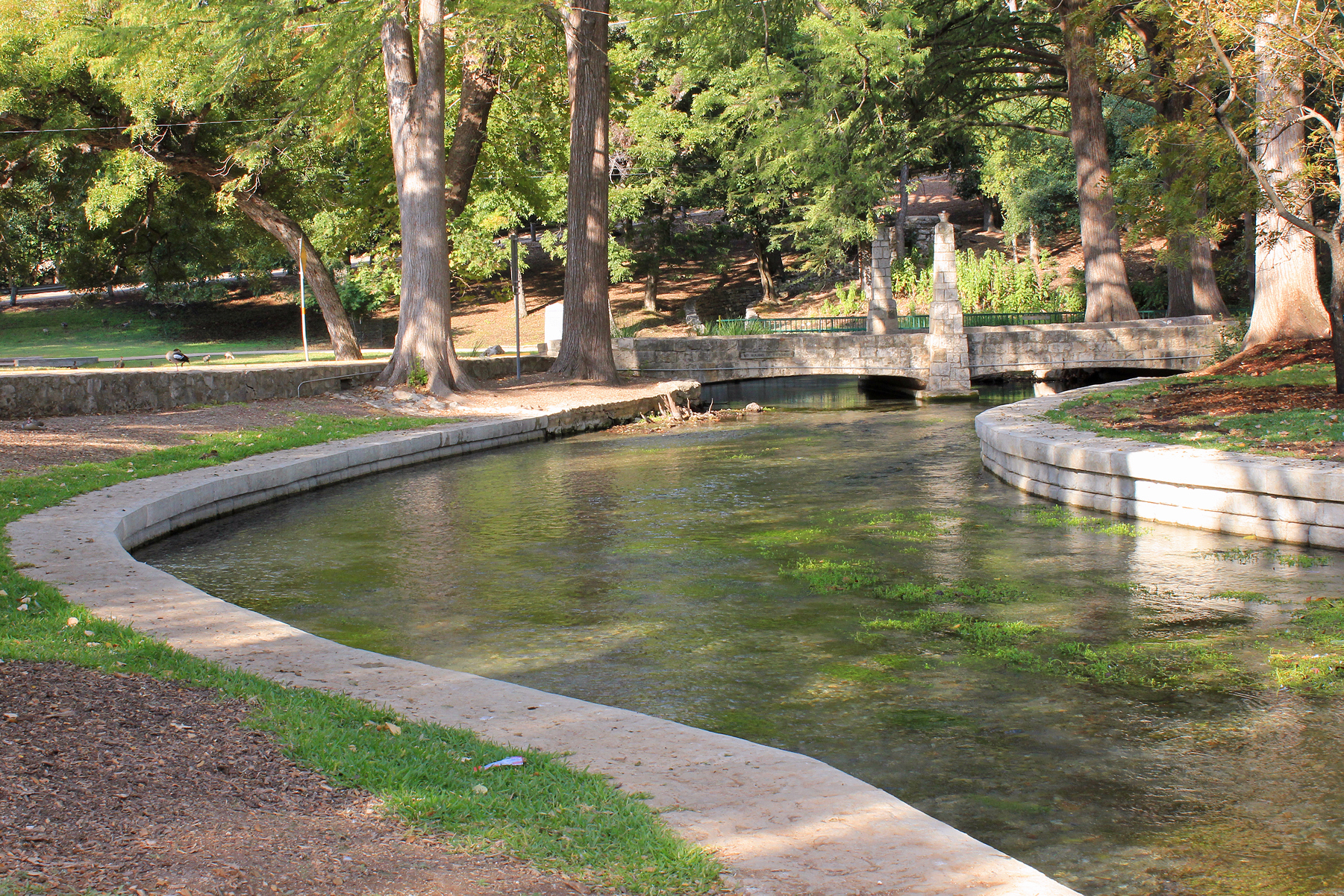
Abfluss der Quellen

Die Quellen liegen im Comal County im Nordwesten der Stadt New Braunfels und sind der Ursprung des Comal River. Die Comal Springs werden durch Edwards Aquifer, einem riesigen Grundwasserleiter im Karststein, gespeist. Ihre gesamte Quellschüttung beträgt 9000 l/s. Während langen Dürren können sie trockenfallen. Der Abfluss der Quellen mündet nach einigen Metern in den Landa Lake.
In früheren Jahrhunderten lagerten Tonkawas und andere Indianer in der Nähe der Quellen. Der erste spanische Entdecker, der die Quellen besuchte, war Damián Massanet im Jahre 1691.